# Sangiorgioichthys
Sangiorgioichthys è un genere di pesci ossei estinto, appartenente ai semionotiformi. Visse nel Triassico medio (circa 242 - 235 milioni di anni fa) e i suoi resti fossili sono stati ritrovati in Europa.

## Descrizione
Questo pesce era di piccole dimensioni e non superava solitamente la lunghezza di dieci centimetri. Era caratterizzato da un corpo relativamente compatto, scaglie ricoperte da un pesante strato di ganoina e un muso allungato con ossa rostrali e nasali quasi a forma di tubo; la mascella era corta, mentre era presente un grande processo ascendente sulla premascella. tutte queste caratteristiche erano presenti anche in altri semionotiformi, come Semionotus. 
Sangiorgioichthys possedeva alcune caratteristiche peculiari, come le ossa dermiche del cranio completamente ricoperte da ganoina, un osso infraorbitale ventrale molto grande che quasi raggiungeva il margine anteriore del preopercolo, e una dentatura costituita da molti denti minuscoli, a forma di matita; le scaglie del sistema della linea laterale, inoltre, erano differenziate in anteriori e posteriori. La scoperta di alcuni esemplari provenienti dalla Cina ha permesso l'individuazione di ulteriori caratteristiche, come la presenza di una supramaxilla allungata posizionata in un'intaccatura del bordo dorsale della mascella.

## Classificazione

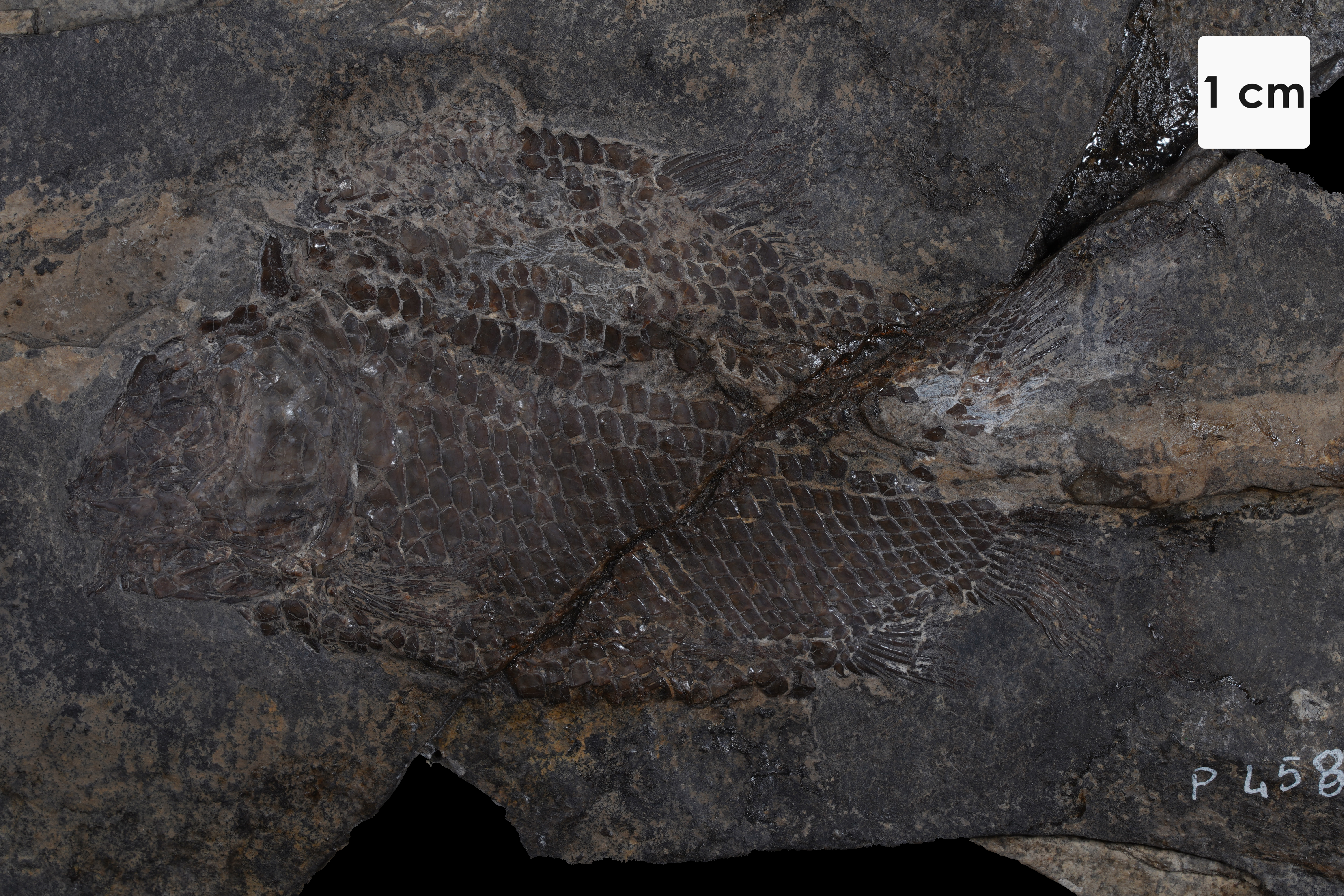
Fossile di Sangiorgioichthys aldae proveniente dalla zona di Ca' del Frate (Civico Museo Insubrico di Storia Naturale)

Sangiorgioichthys venne descritto per la prima volta nel 2007, sulla base di fossili ritrovati nelle zone di Rio Vallone e Ca' del Frate (Viggiù, provincia di Varese) e di Varenna in Italia, e di Meride (Monte San Giorgio, Svizzera). La specie tipo è Sangiorgioichthys aldae. Negli anni successivi vennero descritte altre specie provenienti dalla Cina (S. sui, S.yangjuanensis) e ancora da Monte San Giorgio (S. valmarensis). Le due specie cinesi sono state in seguito attribuite a un nuovo genere, Lashanichthys, considerato un membro dei Kyphosichthyiformes (Xu et al., 2019). Altri fossili attribuiti al genere Sangiorgioichthys provengono dalla Slovenia.
Sangiorgioichthys è un rappresentante dei semionotiformi, un gruppo di pesci caratterizzati da pesanti scaglie, rappresentati attualmente dai lepisostei nordamericani. All'interno del gruppo, Sangiorgioichthys sembrerebbe occupare una posizione basale, in quanto sprovvisto di una dentatura specializzata e di un'articolazione complessa tra una scaglia e l'altra.

## Paleobiogeografia
Sangiorgioichthys era un pesce che viveva in acque calme e basse, lungo le sponde dell'oceano Tetide; la scoperta di esemplari di questo genere sia nella parte orientale che in quella occidentale di questo grande oceano scomparso rafforza le somiglianze tra le due provincie faunistiche asiatiche ed europee, insieme alla scoperta di altri pesci come Habroichthys, Saurichthys, Birgeria, Colobodus, e di rettili come Macrocnemus e Tanystropheus.